# Vaskeresztes
Vaskeresztes (deutsch Großdorf) ist eine ungarische Gemeinde im Kreis Szombathely im Komitat Vas. Die Weinbaugemeinde ist bekannt für ihre Rotweine (Blaufränkisch, Zweigelt, Blauer Portugieser) und hat einen großen Anteil an deutschsprachiger Bevölkerung.

## Geografische Lage
Vaskeresztes liegt 14 Kilometer westlich der Stadt Szombathely und einen Kilometer östlich der Grenze zu Österreich. Der Ort liegt an der Pinka. Ungarische Nachbargemeinden sind Felsőcsatár, Horvátlövő und Nárai. Jenseits der Grenze liegt die österreichische Gemeinde Deutsch Schützen-Eisenberg.

## Geschichte
Vaskeresztes entstand 1929 durch den Zusammenschluss der beiden Orte Magyarkeresztes (Ungarisch-Großdorf) und Németkeresztes (Deutsch-Großdorf).

## Sehenswürdigkeiten
- Römisch-katholische Kirche Szent Miklós aus dem 15. Jahrhundert
- Dreifaltigkeitssäule aus dem Jahr 1761
- Die Weinkeller am Eisenberg

## Verkehr
Durch Vaskeresztes verläuft die Landstraße Nr. 8714, von der die Nebenstraße Nr. 87117 zur österreichischen Grenze abzweigt. Der nächstgelegene Bahnhof befindet sich in Szombathely.

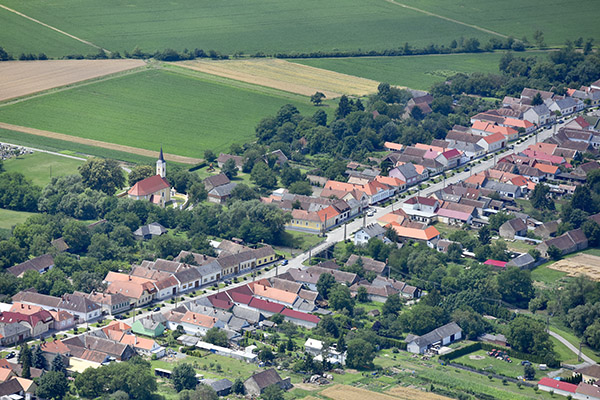
Vaskeresztes
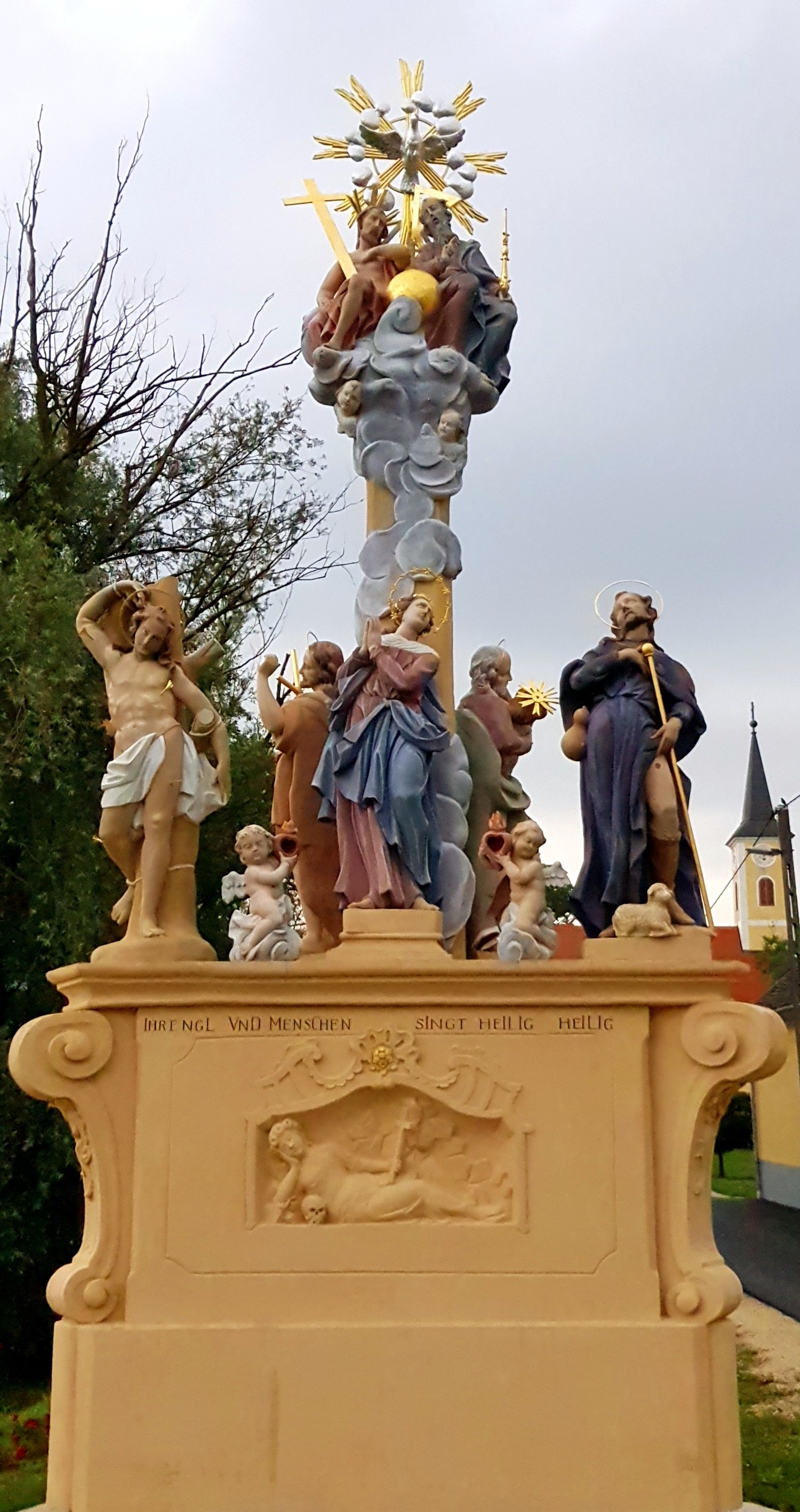
Dreifaltigkeitssäule aus dem Jahr 1761
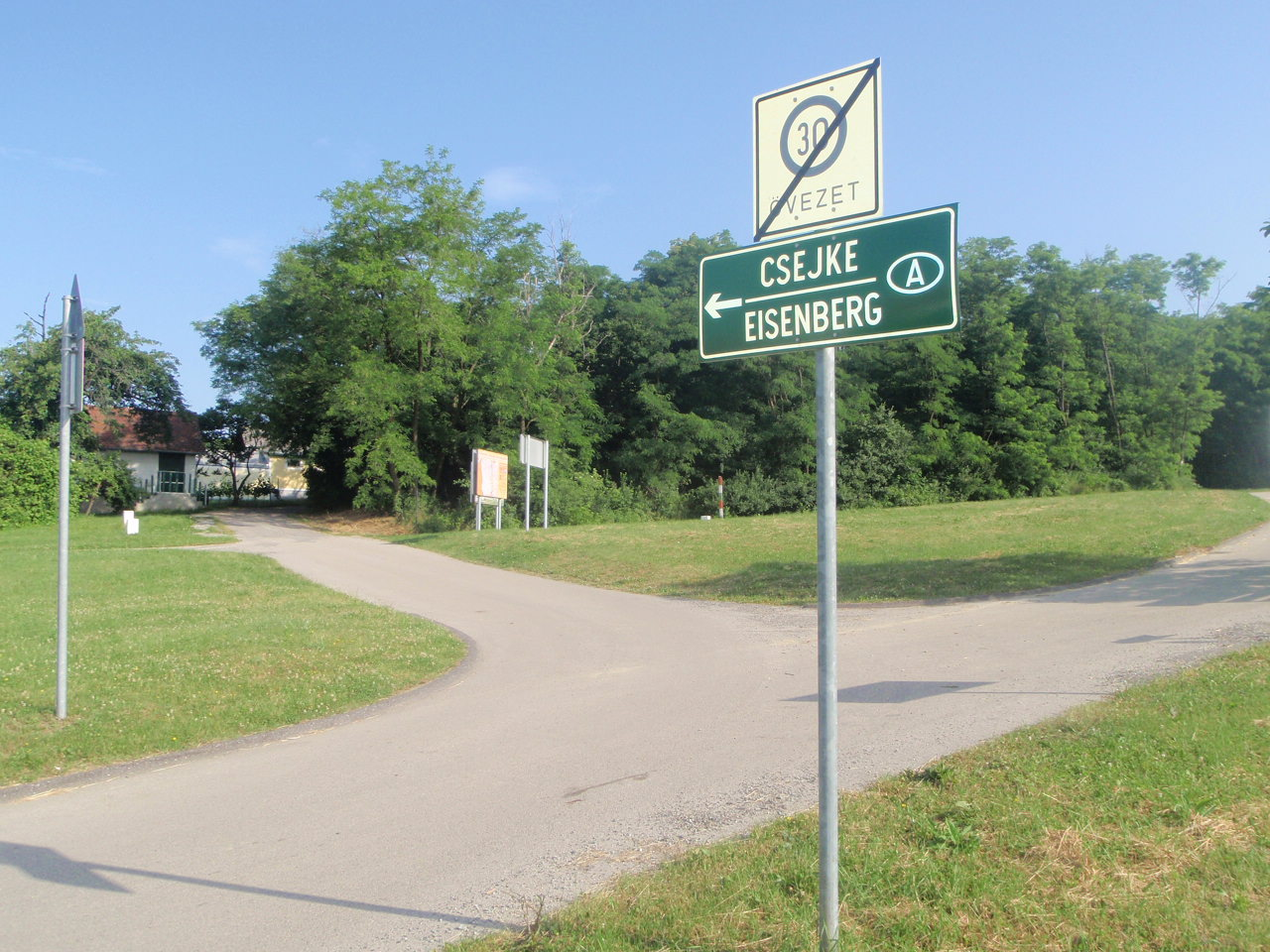
Grenzübergang nach Eisenberg
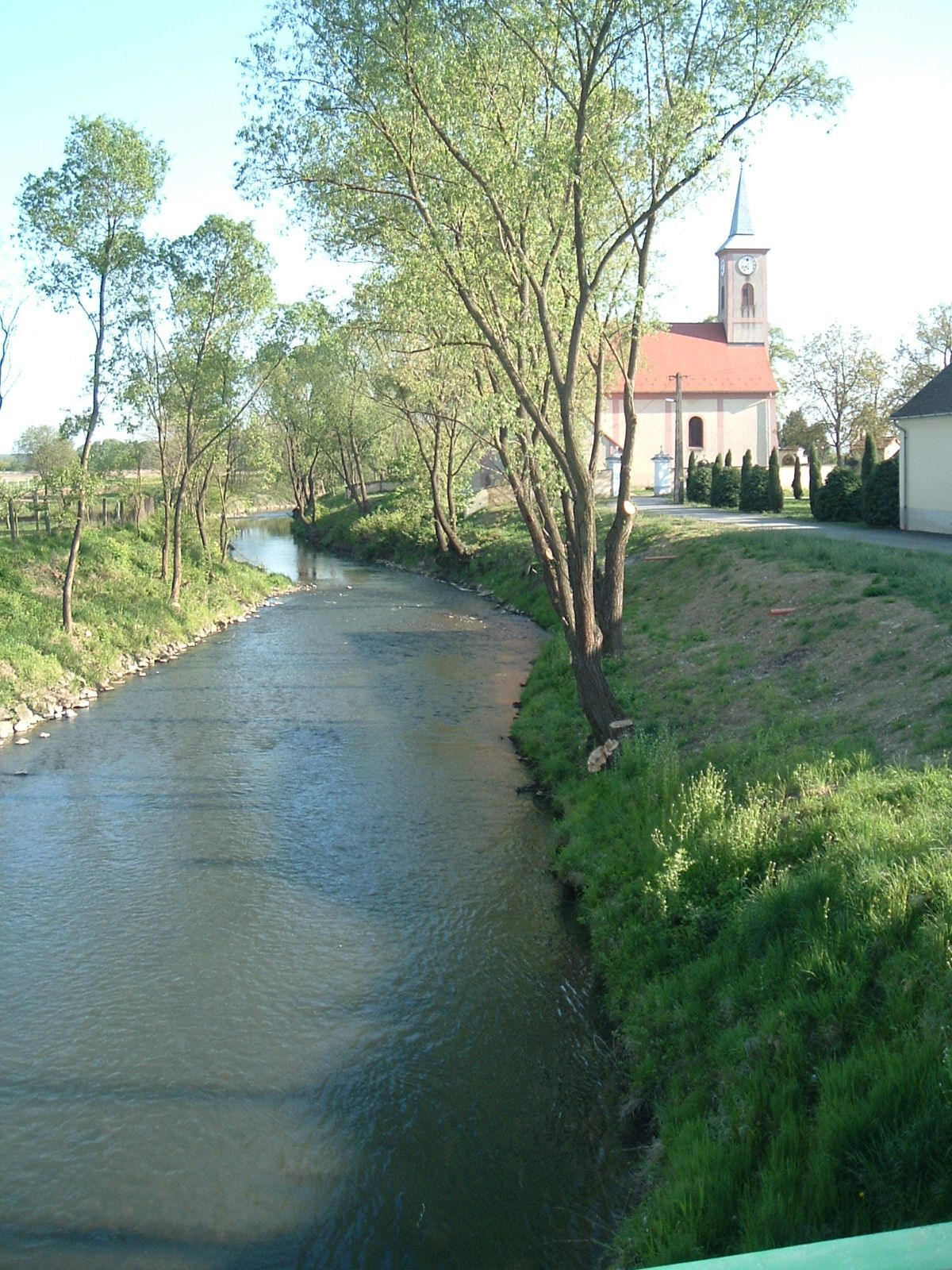
Die Pinka neben der römisch-katholischen Kirche Szent Miklós
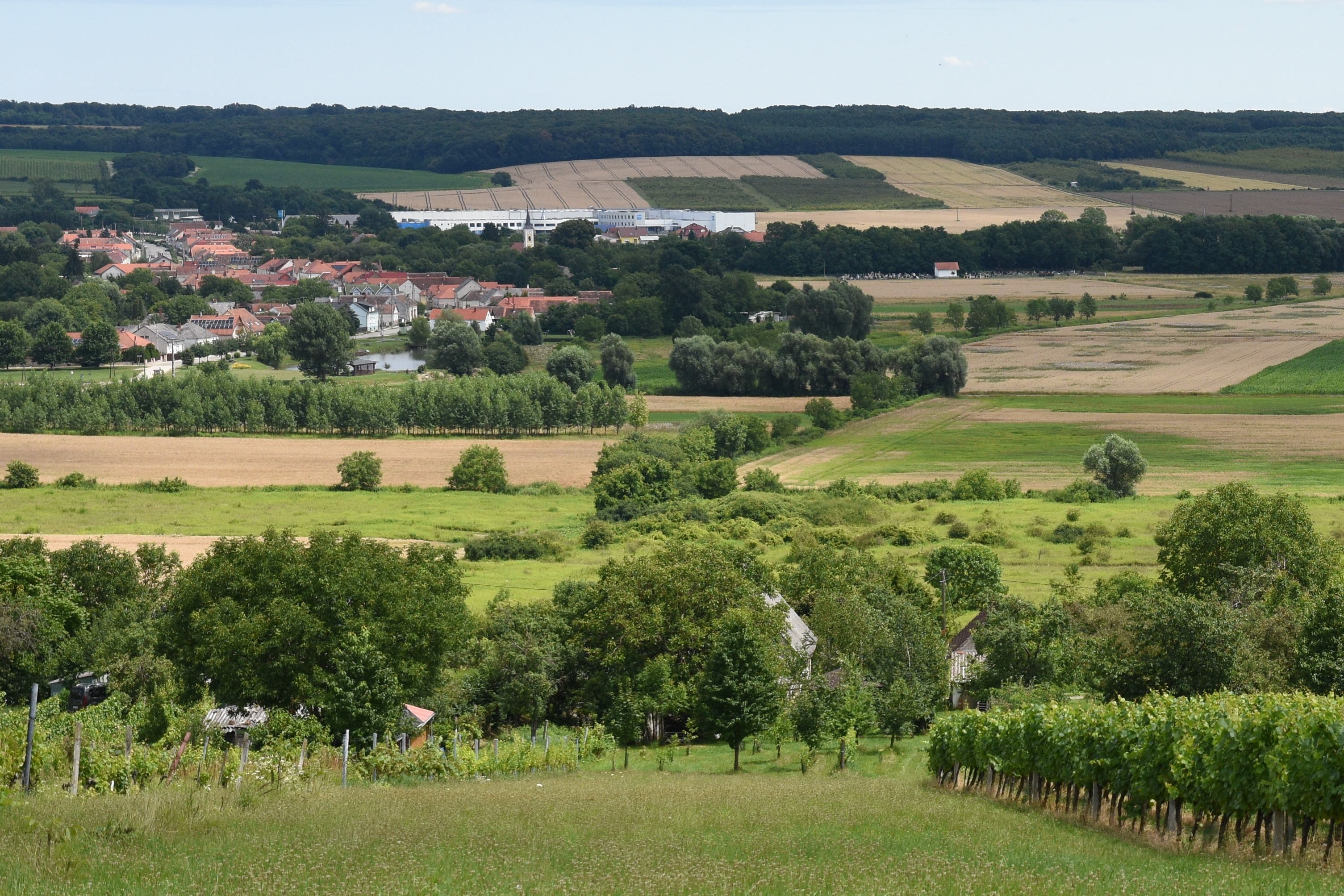
Ansicht Vaskeresztes vom Westen